# Lonate Pozzolo
Lonate Pozzolo är en ort och kommun i provinsen Varese i regionen Lombardiet i Italien. Kommunen hade 11 726 invånare (2018).